# گونگ شیائوبین
گونگ شیائوبین (انگلیسی: Gong Xiaobin؛ زادهٔ ۲۳ نوامبر ۱۹۶۹) بازیکن سابق و مربی بسکتبال اهل چین است.